# Bad Tales – Es war einmal ein Traum
Bad Tales – Es war einmal ein Traum (Originaltitel: Favolacce) ist ein italienisch-schweizerischer Spielfilm von Damiano und Fabio D’Innocenzo aus dem Jahr 2020. Das Drama spielt in einer Vorortsiedlung Roms, in der sadistische Väter, passive Mütter und gleichgültige und schuldbeladene Lehrer von der Gemeinschaft ignoriert werden. Die nicht aus der besseren Vorstadt stammenden, frustrierten Eltern haben sich nach einer Art Bürgerlichkeit gesehnt, die aber für sie unerreichbar ist. Eines Tages explodiert die Wut ihrer an der Situation zerbrechenden Kinder und die gesamte Siedlung wird in den Kollaps getrieben.
Die Uraufführung fand am 25. Februar 2020 im Rahmen des Wettbewerbs der 70. Internationalen Filmfestspiele Berlin statt. Kinostart in Italien war am 15. Juni 2020, in Deutschland am 6. Januar 2022.

## Handlung
Ein namenloser, männlicher Ich-Erzähler findet das verlorene Tagebuch eines Mädchens. Hinter den profanen Einträgen in grüner Tinte, die zu seinem Ärger abrupt enden, malt er sich „eine wahre Geschichte“ aus, „die auf Lügen basiert“.
Rom, im Hochsommer: Die befreundeten Familien Placido und Rosa leben in einer sterilen Reihenhaussiedlung im Speckgürtel. Vater Pietro Rosa, der Hygieneartikel mitentwickelt, führt bei einem gemeinsamen Abendessen seine Kinder vor und lässt sie ihre hervorragenden Zeugnisse verlesen. Vater Bruno Placido ist seit mehreren Monaten arbeitslos, widmet sich nur dem Sport und kann keine Freude mehr empfinden. Als er einen aufblasbaren Pool in seinem Garten aufstellt und dieser von der gesamten Nachbarschaft genutzt wird, zerstört er ihn heimlich eines Nachts. Gemeinsam mit Pietro ergeht sich Bruno bei einer Party in Vergewaltigungsfantasien über eine attraktive Bekannte.
Dennis, Brunos Sohn, wird von der frühreifen Ada verführt. Er verguckt sich aber in die einige Jahre ältere, ungehobelte Vilma. Sie ist im siebten Monat schwanger, unverheiratet und hilft in der Schulkantine aus. Auch geht Dennis in eine Klasse mit Geremia, der wegen seiner Langsamkeit und Stille als „Spasti“ beschimpft wird. Geremia lebt mit seinem Vater Amelio in einem ausgebauten Wohnwagen im Wald. Amelio, früher als Frauenheld verschrien, arbeitet mittlerweile in einem Restaurant. Er meidet Einladungen zu anderen Familien und bringt stattdessen seinem Sohn lieber Autofahren bei. Amelio zeigt sich gegenüber der Familie Rosa erfreut, deren Tochter Viola, die noch nicht Masern hatte, mit dem erkrankten Geremia zusammenzubringen. Viola hatte zuvor unter Kopfläusen gelitten, woraufhin ihre Haare kurzrasiert werden mussten. Seitdem ist sie auf eine Perücke angewiesen.
Kurz vor Ende der Sommerferien vertraut sich Dennis Vilma an, er arbeitete mit anderen an der Entwicklung einer Bombe. Vilma glaubt ihm nicht, bald darauf wird aber durch Zufall eine Bombe in Geremias Zuhause gefunden. Sie muss von einem Bombenräumkommando entschärft werden. Die Neuigkeit, dass Geremia im Rahmen eines Schulprojekts die Bombe entwickelt habe, spricht sich im Viertel schnell herum. Dalida, Dennis’ Mutter, wird dadurch auf eine weitere Bombe im Zimmer ihrer Kinder aufmerksam, die ebenfalls entschärft werden muss. Bruno verprügelt Dennis vor den Augen seiner jüngeren Schwester Alessia, nachdem er gefragt hatte, ob das Verhältnis zwischen seinen Eltern gut sei. Dem zwischenzeitlich von der Schule entlassenen Lehrer der Kinder, Professor Bernardini, der auch Dennis in den Ferien Nachhilfe gab, gelingt es, noch eine letzte Unterrichtsstunde abzuhalten. In dieser berichtet er den lebensmüden Schülern vom leicht erhältlichen Schädlingsbekämpfungsmittel Malathion. Die Kinder der Siedlung töten sich daraufhin eines frühen Morgens damit. Die Schreie der Mütter heulen durch das Viertel. Einzig Geremias überlebt, der mit seinem Vater ein neues Leben in einer anderen Stadt beginnt. Gleichzeitig werden Fernsehbilder eines Familiendramas eingeblendet, die bereits am Anfang des Films gezeigt wurden – Vilma und ihr gleichaltriger Freund haben das gemeinsame Baby ertränkt und sich dann vom Balkon in den Tod gestürzt.

## Hintergrund
Für das Brüderpaar Damiano und Fabio D’Innocenzo ist Favolacce der zweite Spielfilm, den sie realisieren. Mit ihrem Debütfilm La terra dell’abbastanza waren sie auf der Berlinale 2018 in der Sektion Panorama vertreten.

## Auszeichnungen

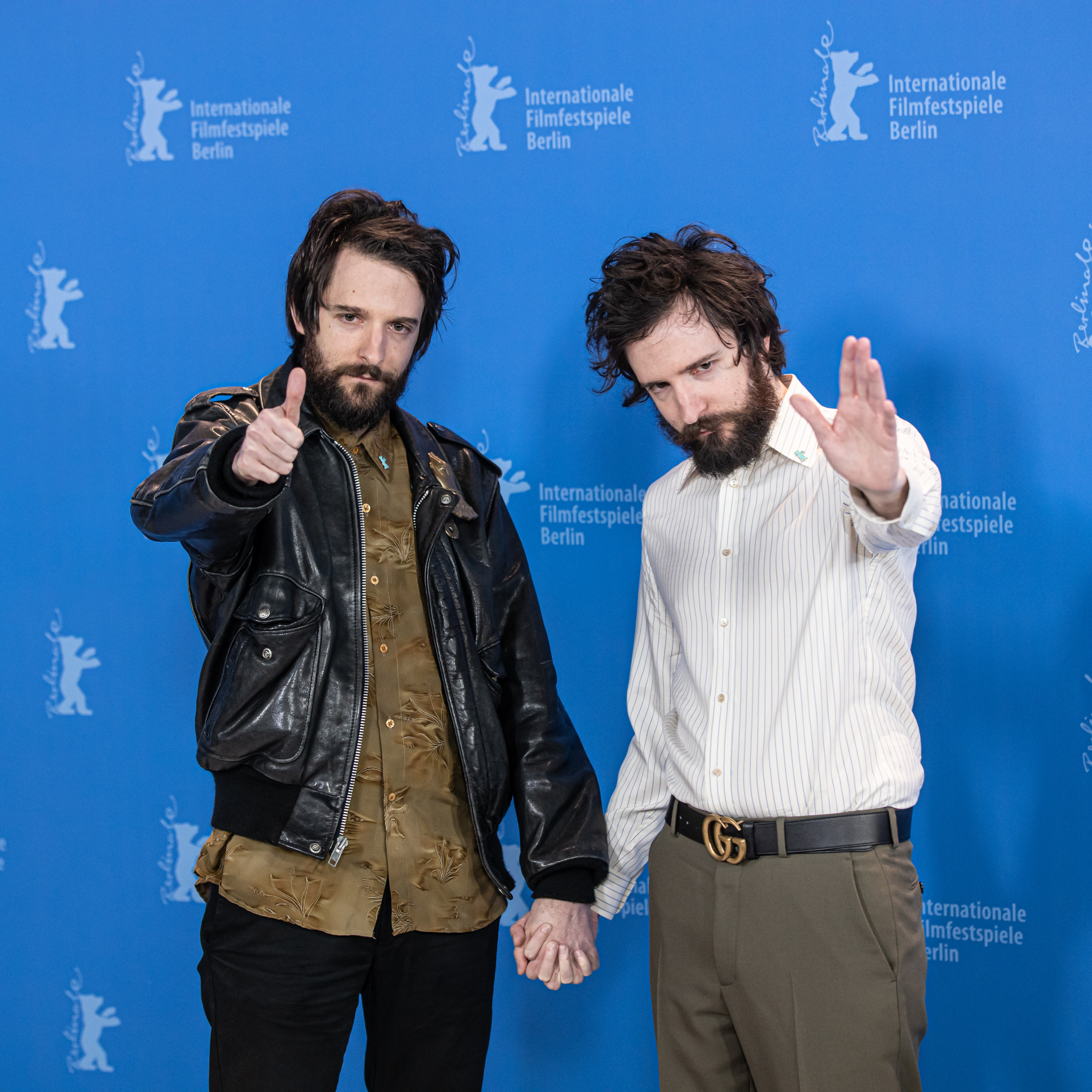
Damiano (li.) und Fabio D’Innocenzo bei der Vorstellung ihres Films auf der Berlinale 2020

Favolacce wurde 2020 auf der Berlinale mit dem Silbernen Bären für das beste Drehbuch ausgezeichnet. In Italien folgten weitere Auszeichnungen, darunter der Globo d’oro für Regie und Drehbuch sowie sechs Preise bei der Vergabe des Nastro d’Argento (Bester Film, Bestes Drehbuch, Beste Kamera, Beste Kostüme – Massimo Cantini Parrini, Beste Filmproduzenten, Premio Graziella Bonacchi für Schauspielerin Barbara Chichiarelli).
Darüber hinaus erhielt Favolacce eine Drehbuch-Nominierung für den Europäischen Filmpreis 2020.